# Batalla de Caulonia
La batalla de Caulonia fue un enfrentamiento militar entre Cartago y la República romana en el año 209 a. C. durante el transcurso de la segunda guerra púnica.

## Introducción
Durante 210 a. C. prosiguió el retroceso cartaginés en todos los frentes de guerra. Tras perder la ciudad de Salapia en Apulia, Aníbal cosechó un gran éxito en la 2ª batalla de Herdonea al aniquilar el ejército del procónsul Cneo Fulvio Centúmalo, pero el miedo a un cambio de bando de la localidad, le decidió a evacuarla pese a ser su última posesión en Apulia, trasladando a su población hasta Metaponto. El cónsul Marcelo había conquistado también las últimas plazas púnicas en el Samnio, Meles y Maronea, y tras ello se enfrentó con Aníbal en la batalla de Numistro en tierras de Lucania. Después de ese encuentro persiguió con frecuentes escaramuzas al púnico hasta los alrededores de Venusia. En Sicilia el otro cónsul, Marco Valerio Levino, dio fin a la guerra completando el control romano sobre la totalidad de la isla al tomar Agrigento. Dado que había una gran cantidad de mercenarios y desertores en las proximidades de Agatyrna, cuya presencia sin servicio activo podía constituir un foco de problemas, Levino decidió enviar a la región de Reggio a un contingente de 4000 hombres para que desde allí operasen contra las localidades en manos de los cartagineses en el Brucio. Antes de finalizar la campaña de 210 a. C. Levino acudió a Roma a nombrar un Dictador que organizase las elecciones consulares, pero al no aceptarse su candidato retornó a la isla sin designar ninguno, resultando seleccionado el propuesto por la asamblea popular, Quinto Fulvio Flaco, para lo cual se llamó a Marcelo para que lo designase.
La ciudad de Caulonia era una localidad costera del Brucio situada a unos 40 km al noreste de Locri, sobre la actual Monasterace Marina. Su caída en la órbita cartaginesa debió tener lugar en el 215 a. C. a la vez que la mayor parte de localidades de la Magna Grecia. En sus alrededores existían minas de hierro y de plata. Estaba deshabitada desde 277 a. C. debido a la ocupación por los aliados romanos de origen campano durante las guerras pírricas

## Acontecimientos previos
Para la nueva campaña de 209 a. C. resultaron elegidos cónsules Fabio Máximo y Quinto Fulvio Flaco. Con el fin de la guerra en Sicilia, se liberó uno de los dos ejércitos allí presentes, el de Levino, el cual sería enviado al Salentino bajo mando de Fabio Máximo. Quinto Fulvio Flaco operaría en Lucania con un ejército venido de Etruria, el cual sería relevado por uno nuevo basado en las legiones urbanas del año anterior. Marcelo proseguiría como procónsul con el mismo ejército del año anterior con Apulia como área de actuación. Por último, una fuerza de 8000 hombres que incluía los venidos de Sicilia pero también desertores de diversas procedencias, actuaría en el Brucio desde Reggio. La valía de estos últimos hombres es menospreciada tanto por Tito Livio como por Plutarco.
El plan de acción de esta campaña fue ideado por Fabio Máximo quien envió una carta a Marcelo en la que le pidió endurecer al máximo las acciones contra Aníbal al igual que a su colega de consulado a quien pudo comunicárselo en persona. También por carta ordenó al prefecto al mando de Reggio iniciar las salidas de rapiña contra el Brucio y atacar Caulonia. Acabado el descanso invernal, Marcelo se lanzó a perseguir a Aníbal quien se encontraba en los alrededores de Canusio. Logró interceptarlo mientras montaba su campamento, iniciándose la primera de tres batallas que se extendieron por tres días consecutivos. La noche hizo que los ejércitos replegaran a completar las defensas de sus campamentos. La batalla del segundo día fue favorable a los cartagineses que causaron fuertes bajas a los romanos. En una encarnizada lucha, los hombres de Marcelo consiguieron vencer a los púnicos en el tercer día. Esto provocó que Aníbal debiera replegar al Brucio mientras Marcelo, con su ejército tremendamente desgastado se dirigió a Venusia donde sus soldados pasaron el resto de la campaña recuperándose. Quinto Fulvio Flaco aprovechó para recuperar mediante pacto el control de las últimas poblaciones de los Hirpinos y del norte de Lucania en manos púnicas.  Fabio entretanto, desembarcado el ejército venido de Sicilia en el Salentino, tomó la ciudad de Manduria, separada apenas 30 km de Tarento. Artilló los 30 barcos enviados por Levino igualmente desde Sicilia y acampó al norte de Tarento junto a la bocana de entrada al puerto, aprovechando que la flota cartaginesa se había desplazado a Grecia para apoyar a Filipo V en sus acciones contra los romanos y etolios.

## Ataque a Caulonia
Para completar su plan de captura de Tarento, tras las primeras acciones de Marcelo que habían facilitado la reconquista de Manduria y el norte de Lucania, Fabio contaba con la segunda operación de distracción. El contingente de 8000 hombres de Reggio tenía instrucciones de parar los saqueos en las comarcas cercanas del Brucio para atacar la población de Caulonia. Aníbal se encontraba entonces con sus tropas en Tarento marcando al ejército consular de Fabio Máximo que operaba en el Salentino. La idea del cónsul romano era que este ataque secundario desviara la atención de Aníbal para acudir en socorro de sus aliados, lo que él aprovecharía para atacar Tarento mientras el otro cónsul, Quinto Fulvio Flaco, vigilaba los movimientos del ejército de Aníbal.
Tal y como previó el veterano Fabio Máximo, Aníbal partió con su ejército desde Tarento hacia Caulonia, distante alrededor de 300 km, con el fin de liberar la localidad del asedio. Ante la aproximación del ejército cartaginés al área, el contingente romano que sitiaba Caulonia se refugió en una colina donde pudo evitar el asalto directo de los púnicos, pero a costa de quedar aislado.
Finalmente, estas tropas se rindieron a Aníbal. Mientras tanto, Fabio ya había comenzado el asedio contra Tarento, de lo cual se informó al general cartaginés quien inició una marcha día y noche para acudir en su socorro. La toma de Tarento fue culminada gracias a la traición de un contingente de soldados brucios al sexto día de iniciado el asedio.

## Acontecimientos posteriores
Pese a partir a marchas forzadas para salvar Tarento, cuando estaba a poca distancia de la ciudad, se produjo su caída. Aníbal no obstante decidió acampar a cinco millas de la misma y tras replegarse a la cercana Metaponto, distante escasos 40 km, urdió una trampa contra Fabio Máximo al ofrecerle mediante supuestos traidores la entrega de esta última ciudad. Su intención era tenderle una emboscada cuando se encaminase hacia ella desde Tarento. Pero sucesivos augurios desfavorables llevaron al supersticioso Fabio a renunciar a la operación y posteriores interrogatorios a la delegación metapontina llevaron al descubrimiento del ardid púnico.
Durante esta campaña Aníbal había acudido a combatir a los escenarios secundarios mientras en los principales sus enemigos lograban sus propósitos. Se culminó de esta manera con un gran éxito el plan romano de atacar simultáneamente y en varios frentes a los cartagineses, de modo que Aníbal fuese incapaz de poder afrontar la defensa de todo su territorio a la vez.